# Antrodia rupamii
Antrodia rupamii är en svampart som beskrevs av Virdi 1992. Antrodia rupamii ingår i släktet Antrodia och familjen Fomitopsidaceae.   Inga underarter finns listade i Catalogue of Life.